# Albești-Paleologu
Albești-Paleologu è un comune della Romania di 5 918 abitanti, ubicato nel distretto di Prahova, nella regione storica della Muntenia. 
Il comune è formato dall'unione di 4 villaggi: Albești-Muru, Albești-Paleologu, Cioceni, Vadu Părului.